# Sukabumi
Sukabumi es una ciudad sin salida al mar rodeada por la regencia del mismo nombre (dentro de la cual es un enclave), en las estribaciones meridionales del monte Gede, en Java Occidental, Indonesia, hace unos 100 km (62,1 mi) al sur de la capital nacional, Yakarta.
A una altitud de aproximadamente 584 m (1916,0 pies), la ciudad es un pequeño centro turístico de montaña, con un clima más fresco que el de las tierras bajas circundantes. El área alrededor de Sukabumi es también un destino popular para practicar rafting. La producción de té y caucho es una industria importante en la zona. El área suburbana que rodea a Sukabumi y bordea la montaña ha crecido enormemente en población, de modo que el norte de la Regencia de Sukabumi, abrazando el volcán y limitando con la Gran Yakarta, alberga la mayor parte de la población de la regencia.
La ciudad ocupa una extensión de 48.33. km2, y, según el censo de 2010, tenía una población de 300.359 habitantes, mientras que el censo de 2020 la población era de 346.325 personas. La estimación oficial a mediados de 2022 daba unas cifras de 356.410 habitantes. Sin embargo, según las cifras del censo de 2010, alrededor de 1,8 millones de personas viven en el área metropolitana circundante. La mayor parte de la población del área metropolitana es inusual porque forma un estrecho anillo suroeste alrededor del monte Gede. La parte oriental del cinturón de población anillado continúa hasta la Regencia de Cianjur.